# Eduarda Lapa
Maria Eduarda Lapa de Sousa Caldeira (Trancoso, 15 d'octubre del 1895 — Lisboa, 9 de setembre del 1976), més coneguda per Eduarda Lapa, fou una pintora portuguesa. Destacà per l'excel·lència en la tècnica de la pintura a oli i pastel, i en el dibuix. S'especialitzà en pintura naturalista, sobretot en natures mortes i flors, i fou coneguda com la “pintora de les flors” i "ambaixadora dels colors". Fou membre de la Societat Nacional de Belles Arts i la primera dona en la direcció de la institució.

## Biografia
Nascuda el 15 d'octubre del 1895 a Trancoso, Maria Eduarda Lapa de Sousa Caldeira provenia d'una família burgesa de Guarda, filla d'Ernesto Coutinho de Vilhena de Sousa Caldeira i Laura d'Almeida Lapa. Amb pocs anys d'edat, se n'anà amb sos pares a Coïmbra, on estudià al Liceu José Falcão i al Colégio Português, i hi va desenvolupar el seu gust per les arts.
Més tard, amb una carta de recomanació del Dr. Joaquim Martins de Carvalho, periodista de Coïmbra, marxà a Porto, on va ser acceptada com a alumna al taller del pintor i mestre Artur Loureiro. Al 1922, a Lisboa, és alumna de la pintora Emília dos Santos Braga, deixebla, al seu torn, del mestre José Malhoa, que conrea el seu interés per la pintura de "figures"; i també del professor Armando de Lucena, amb qui prenia classes de pintura a l'aire lliure al Jardim da Estrela, i s'inicia en el naturalisme.
Va realitzar exposicions col·lectives i individuals que despertaren l'interés del públic i el dels periòdics i revistes de l'època. Les exposicions es feren al Saló Noble dels Palaus de Trancoso (1917), al Saló Noble de l'Ajuntament de Coïmbra, al Saló «Primer de Gener» (1921), en la Societat Nacional de Belles Arts (1923, 1924, 1929, 1936, 1943, 1955), al Saló Bobone (1925), al del Teatre Nacional de Lisboa (1927), al Saló de la Papereria Progresso, al Saló de Festes d'O Século, al Museu João de Deus, en Vozu do Operário i al Palau Foz de Lisboa (1952), al Museu Grão Vasco de Viseu (1924), a l'Escola Industrial i Comercial Domingos Sequeira de Leiria (1925), al Saló de Festes del Primer de Gener (1925), al Saló Silva Porto (1929, 1954), al Saló Fantasia i en la Societat de Belles Arts de Porto. Altres exposicions les feu a Açores, Madeira, i a la Galeria Jorge a Rio de Janeiro, Brasil (1928), on l'anomenaren l'ambaixadora dels colors.
El 1930, animada pel mestre José Malhoa, que li deia la seua neta, va decidir continuar els estudis a París, a l'Académie de la Gran Chaumière, l'Académie Ranson, l'estudi d'Émile Renard i també a l'Académie Moderne, dirigida pels pintors Henry Royer i Jean Marchand, on era la primera artista portuguesa matriculada. Llavors, es feu amiga dels pintors Helena Pereira da Silva, Waldemar da Costa, Ryokai Ohashi, Árpád Szenes i Maria Helena Vieira da Silva, amb qui compartiria un estudi a Lisboa anys més tard.
De tornada a Lisboa, en la dècada del 1930, continuà amb el naturalisme, i impartí cursos de dibuix i pintura.
En una entrevista al Diário de Lisboa explicava que les seues pintures s'inspiraven en els paisatges de la seua terra, Trancoso, en Guarda, i la costa portuguesa, entre Aveiro i Nazaré. També va revelar algunes de les seues preocupacions, com el fet que no hi hagués més artistes femenines. Maria Lamas la va convidar a formar part del Consell Nacional de Dones Portugueses (CNMP), organització feminista dedicada a la defensa dels drets socials i polítics de les dones, i en participà en algunes iniciatives i presidí la secció d'Art el 1939.

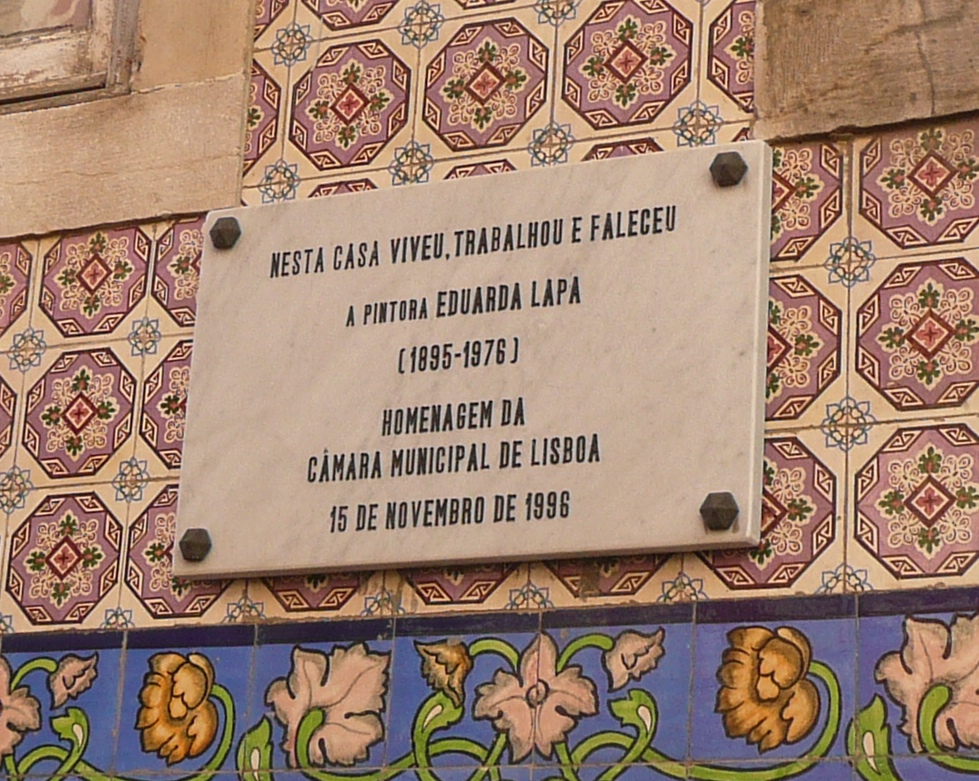
Placa al carrer Capità Renato Baptista, a Lisboa, en homenatge a Eduarda Lapa

El 1940 impulsa la creació del Museu Comarcal de Guarda, al qual dona algunes obres i n'organitza l'exposició inaugural.
Organitzà la Primera Exposició Femenina d'Arts Plàstiques a Portugal, amb el suport del Consell Nacional de Dones Portugueses, a Lisboa, i fou membre de la Societat Nacional de Belles Arts, la primera dona que en formà part de la gestió.
Organitzà l'exposició Art Naturalista Portugués (1944), i li lliuraren la Medalla d'Honra de la Ciutat de Lisboa (1944), i per la Societat Nacional de Belles Arts la 1a Medalla en pastel (1943), 1a Medalla en oli (1944), Medalla d'Honra en pastel (1948) i Medalla d'Honra en oli (1954). Li concediren el Grau d'Oficial de l'Orde Militar de Santiago de l'Espasa (2 de juny del 1950), i la Medalla d'Or del Saló d'Estoril (1950).
El 9 de setembre del 1976 Eduarda Lapa va morir a sa casa, a la parròquia d'Anjos, a Lisboa, a l'edat de 80 anys.
Fou una de les pintores més benvolgudes de la crítica portuguesa de l'època, al costat d'Alda Machado Santos, Raquel Roque Gameiro, Maria de Lurdes Mello e Castro, Adelaide Lima Cruz i Clementina Carneiro de Moura.

## Homenatges
- L'Ajuntament de Lisboa donà el seu nom a un carrer de la parròquia de Marvila. A més, hi ha carrers i avingudes que porten el seu nom als municipis d'Almada (parròquia charneca de Caparica), Cascais (parròquies de Cascais i Estoril), Lourinhã, Seixal (parròquia de Corroios), Sesimbra, Tavira i Trancoso.[27]
- Les seues obres estan representades en alguns museus del país, com ara al Museu Guarda, Museu Marítim d'Ílhavo, Museu José Malhoa das Caldas da Rainha, Museu Nacional Grão Vasco de Viseu, el Museu Nacional Soares dos Reis de Porto, i a Lisboa, al Museu Nacional d'Art Contemporani, a la Fundació Calouste Gulbenkian i a l'Acadèmia de Ciències de Lisboa, així com en col·leccions privades portugueses i foranes, així com als Ajuntaments de Coïmbra, Porto, Matosinhos i Trancoso.
- El 2007, prop de 71 pintures i objectes personals d'Eduarda Lapa foren donats a l'Ajuntament de Trancoso, per Maria Manuela d'Almeida Lapa e Passos, neboda de l'artista, per a ser exhibits al Centre Cultural de Trancoso.[28]